# Thomas Solivérès
Thomas Solivérès, né le 11 juillet 1990, est un acteur français. Il se fait connaître de la profession grâce à son rôle dans le court métrage 30 Kilos, réalisé dans le cadre du 48 Hour Film Project et, en 2011, du grand public grâce à son rôle de Bastien dans Intouchables.

## Biographie

### Jeunesse et débuts de carrière
Thomas Solivérès grandit en région parisienne et se met très jeune au théâtre. Il apparaît régulièrement dans des publicités à la télévision et au cinéma à partir de 2009, comme lors des campagnes pour Fanta en 2010, avec Élie Semoun mais aussi Numericable, Tuc ou encore Lustucru. La même année, il interprète une pièce intitulée Ados pour de très nombreuses représentations.

### Carrière
Ses rôles se multiplient avec quelques apparitions et figuration dans des comédies françaises comme dans Intouchables en 2011 ou L'Oncle Charles en 2012.
En 2011, il est sélectionné parmi de nombreux candidats dont Jean-Baptiste Maunier pour interpréter le rôle de Harold aux côtés de Line Renaud au théâtre.
En mai 2012, il incarne Robin Pons dans la série Clash, diffusée sur France 2. Même année, il tient le premier rôle dans la websérie La Première Fois de la chaîne « On sexprime » sur YouTube.
En 2013, il joue le rôle de Thomas, le stagiaire, dans la série VDM, la série.
En 2016, il participe pour quelques émissions aux Grosses Têtes, émission animée par Laurent Ruquier.
En 2019, Alexis Michalik lui propose le rôle d'Edmond Rostand, auteur de Cyrano de Bergerac, dans le film Edmond adapté de sa pièce de théâtre à succès.

### Vie privée
Thomas Solivérès a été en couple avec Nassima Benchicou, elle aussi comédienne. Il est actuellement en couple avec Lucie Boujenah, comédienne et nièce de Michel Boujenah.
Il a deux frères, Olivier, comédien et Matthieu, PDG de Mamie Burger.

## Filmographie

### Cinéma

#### Longs métrages
- 2011 : Intouchables d'Olivier Nakache et Éric Toledano : Bastien
- 2012 : L'Oncle Charles d'Étienne Chatiliez : Kévin
- 2013 : Les Gamins d'Anthony Marciano : Augustin
- 2014 : À toute épreuve d'Antoine Blossier : Greg
- 2014 : Respire de Mélanie Laurent : Gastine
- 2014 : Les Gorilles de Tristan Aurouet : Simon / Gaston
- 2015 : Le Tournoi d'Élodie Namer : Mathieu
- 2015 : Ange et Gabrielle d'Anne Giafferi : Simon
- 2015 : L'Étudiante et Monsieur Henri d'Ivan Calbérac : Mathieu
- 2017 : Mon poussin de Frédéric Forestier : Vincent
- 2017 : Sales Gosses de Frédéric Quiring : Alex
- 2017 : Plonger de Mélanie Laurent : le jeune artiste
- 2018 : Les Aventures de Spirou et Fantasio d'Alexandre Coffre : Spirou
- 2019 : Edmond d'Alexis Michalik : Edmond Rostand
- 2020 : Zaï zaï zaï zaï de François Desagnat : membre du comité de soutien
- 2022 : Habib, la grande aventure de Benoît Mariage : Egide
- 2023 : Gueules noires de Mathieu Turi : Louis

#### Court métrage
- PuceauX de[Qui ?] : Alex[réf. nécessaire][Quand ?]

### Télévision

#### Téléfilm
- 2012 : Climats - Les Orages de la passion de Caroline Huppert : Roland Malet

#### Séries télévisées
- 2009 : Scènes de ménages : Éric, le voisin scout d'Huguette et Raymond
- 2011 : Doc Martin : Eude de Kervadec (saison 2, épisode 3)
- 2012 : Clash : Robin Pons
- 2013 : La Croisière : Marius (saison 1, épisode 2)
- 2013 : VDM, la série : Thomas, le stagiaire
- 2015 : Objectivement : le portable
- 2021 : Les Aventures du jeune Voltaire (mini-série) d'Alain Tasma : Voltaire
- 2024 : Knok (mini-série) de Guillaume Duhesme et Bastien Ughetto

### Web série
- 2011 : Post Coïtum[3]

## Doublage
- 2020 : En avant : Ian Lightfoot[4]
- 2022 : Hopper et le Hamster des ténèbres : Hopper Chickenson (création de voix)
- 2024 : Masters of the Air : ? ( ? ) (mini-série)

## Théâtre
- 2010 : Ados de Olivier Solivérès, mise en scène Olivier Solivérès, Théâtre des Mathurins, Le Grand Point Virgule
- 2011-2012 : Harold et Maude, mise en scène Ladislas Chollat, Théâtre Antoine : Harold
- 2013 : Antigone
- 2013 : Le Bossu de Notre Dame, mise en scène Olivier Solivérès, Théâtre du Point Virgule, Théâtre Antoine
- 2015 : La Discrète amoureuse, mise en scène Justine Heynemann, Théâtre 13
- 2016 : Venise n'est pas en Italie de Ivan Calbérac, mise en scène de l'auteur, Théâtre des Béliers parisiens

### Émissions radio
- 2015 : Rôle de Tom Sawyer dans les fictions Une aventure de Tom Sawyer[5] et Une aventure de Huckleberry Finn[6] de Mark Twain pour France Culture
- 2016 : sociétaire des Grosses Têtes sur RTL